# Friedrich Martin von Bechtold

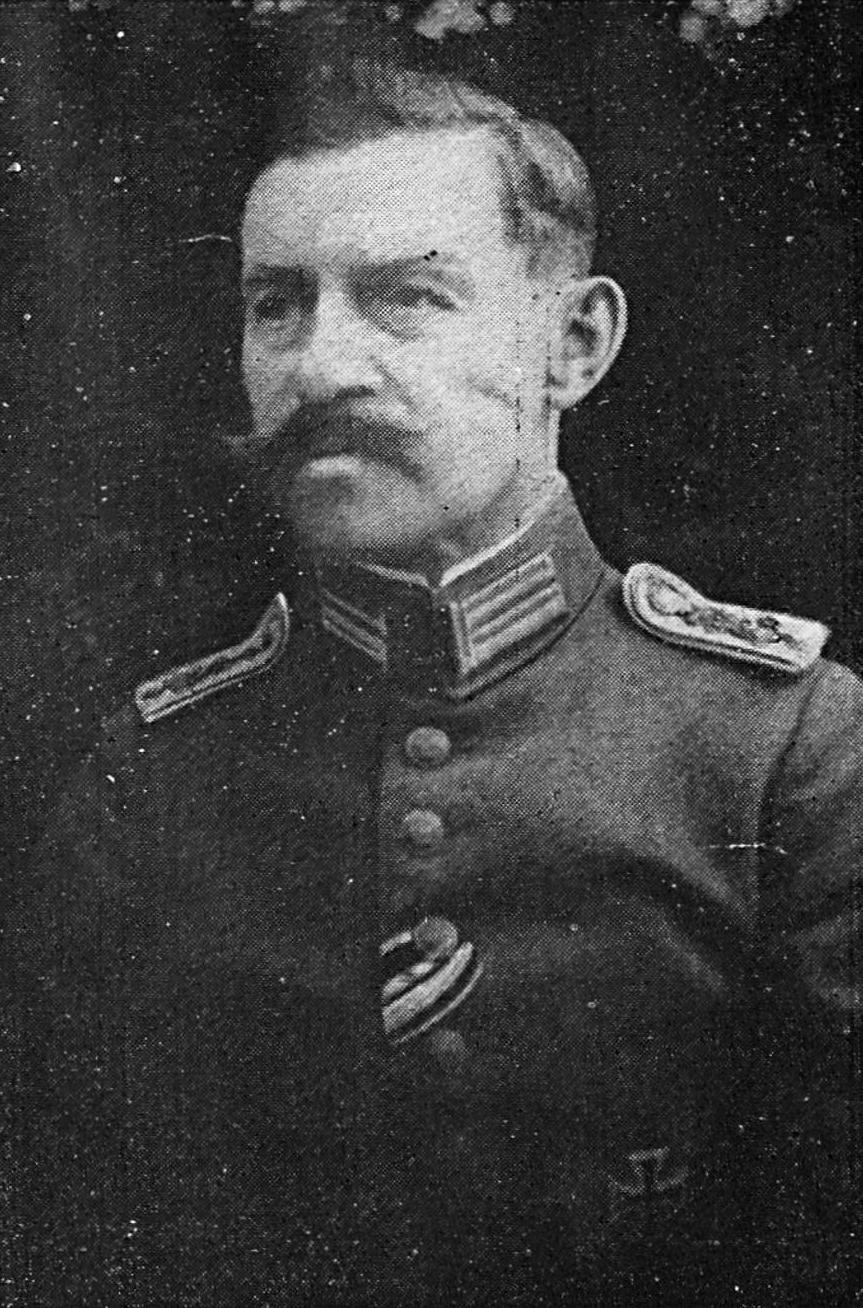
Friedrich Martin von Bechtold

Friedrich Martin Andreas Hermann von Bechtold (* 1. März 1866 in Darmstadt; † 28. November 1924 in Alzey) war Kreisrat und Kreisdirektor in verschiedenen Kreisen des Großherzogtums und späteren Volksstaats Hessen. 

## Leben
Friedrich Bechtold war ein Sohn des Ministerialrats und Provinzialdirektors Hermann von Bechtold (1836–1902) und dessen Frau Christiane Wilhelmine (1839–1898), geborene Emmerling. Sie war eine Tochter von Martin Emmerling, Advokat am Hofgericht Darmstadt. Die Familie war evangelisch.
Friedrich Bechtold heiratete 1902 Elisabeth Anna Laura (* 1877), geborene Groß.

## Karriere
Friedrich Bechtold studierte ab 1885 Rechtswissenschaft an der Universität Gießen, wo er Mitglied des Corps Teutonia war, und der Universität Heidelberg. Er leistete Militärdienst und schied als Hauptmann der Landwehr-Infanterie aus. Sein beruflicher Einstieg erfolgte als Akzessist beim Amtsgericht Bensheim. Anschließend wechselte er vom Justiz- in den Verwaltungsdienst. 1896 war er  Polizeiamtmann und Vorstand des Polizeiamtes in Gießen, als er zum Kreis Gießen wechselte, 1898 dann zum Kreis Friedberg und 1904 zum Kreis Lauterbach. 1905 wurde er zum Regierungsrat befördert und 1906 zum Kreisrat des Kreises Lauterbach ernannt. 1913 wechselte er mit gleicher Funktion und Bezeichnung zum Kreis Alzey (ab 1917 als „Kreisdirektor“). Die Novemberrevolution und den Wechsel vom Großherzogtum zum Volksstaat überstand er im Amt. 1923 wurde er zum Direktor des Kreises Offenbach ernannt. Diese Funktion bekleidete er bis zu seinem Tod.

## Weitere Engagements
- 1890 Hofjunker[3]
- 1896 Kammerjunker[4]
- 1901 Kammerherr[5]

## Ehrungen
- 1901 Ritterkreuz des bulgarischen Zivilverdienstordens[6]
- 1909 Ritterkreuz I. Klasse des hessischen Verdienstordens Philipps des Großmütigen[7]
- 1916 Dienstehrenzeichens in Gold für 25 Jahre Hofdienst[8]